# Florindo (Händel)
Florindo (HWV 3) es una ópera compuesta por Georg Friedrich Händel encargada por Reinhard Keizer, director de la Ópera del Estado de Hamburgo y compositor de música.
El estreno tuvo lugar en 1708 en la citada Ópera del Estado de Hamburgo y fue dirigido por Cristoph Graupner.
Florindo es la primera parte de una ópera doble separada por su extensa duración, siendo la otra Verwandelte Die Daphne (HWV 4). Únicamente han sobrevivido algunos fragmentos, aunque un artículo de J. M. Coopersmith citaba una copia en la Biblioteca del Congreso de Estados Unidos.